# Världscupen i backhoppning 1980/1981
Världscupen i backhoppning 1980/1981 hoppades 21 december 1980-22 mars 1981 och vanns av Armin Kogler, Österrike före Roger Ruud, Norge och Horst Bulau, Kanada.

## Deltävlingar
| Datum            | Plats                       | Etta              | Tvåa               | Trea            |
| ---------------- | --------------------------- | ----------------- | ------------------ | --------------- |
| 21 december 1980 | Cortina d'Ampezzo           | Inställt          | Inställt           | Inställt        |
| 30 december 1980 | Oberstdorf                  | Hubert Neuper     | Jari Puikkonen     | Roger Ruud      |
| 1 januari 1981   | Garmisch-Partenkirchen      | Horst Bulau       | Per Bergerud       | Armin Kogler    |
| 4 januari 1981   | Innsbruck                   | Jari Puikkonen    | Hubert Neuper      | Armin Kogler    |
| 6 januari 1981   | Bischofshofen               | Armin Kogler      | Hubert Neuper      | Per Bergerud    |
| 10 januari 1981  | Harrachov                   | Roger Ruud        | Armin Kogler       | Per Bergerud    |
| 11 januari 1981  | Liberec                     | Roger Ruud        | Hans Wallner       | Pjotr Sunin     |
| 17 januari 1981  | Zakopane                    | Inställt          | Inställt           | Inställt        |
| 18 januari 1981  | Zakopane                    | Inställt          | Inställt           | Inställt        |
| 21 januari 1981  | Sankt Moritz                | Hubert Neuper     | Roger Ruud         | Armin Kogler    |
| 23 januari 1981  | Gstaad                      | Johan Sætre       | Armin Kogler       | Roger Ruud      |
| 25 januari 1981  | Engelberg                   | Per Bergerud      | Armin Kogler       | Pentti Kokkonen |
| 13 februari 1981 | Ironwood                    | Alois Lipburger   | Andreas Felder     | John Broman     |
| 14 februari 1981 | Ironwood                    | Alois Lipburger   | Andreas Felder     | Fritz Koch      |
| 15 februari 1981 | Ironwood                    | Inställt          | Inställt           | Inställt        |
| 14 februari 1981 | Sapporo                     | Armin Kogler      | Ole Bremseth       | Hubert Neuper   |
| 15 februari 1981 | Sapporo                     | Hans Wallner      | Ole Bremseth       | Armin Kogler    |
| 21 februari 1981 | Thunder Bay                 | Primož Ulaga      | Johan Sætre        | Steve Collins   |
| 22 februari 1981 | Thunder Bay                 | John Broman       | Ivar Mobekk        | Andreas Felder  |
| 26 februari 1981 | Chamonix                    | Roger Ruud        | Jon Eilert Bøgseth | Ernst Vettori   |
| 28 februari 1981 | Saint-Nizier-du-Moucherotte | Roger Ruud        | Ivar Mobekk        | Ernst Vettori   |
| 6 mars 1981      | Lahtis                      | Jari Puikkonen    | Horst Bulau        | Pentti Kokkonen |
| 7 mars 1981      | Lahtis                      | Jari Puikkonen    | Matti Nykänen      | Horst Bulau     |
| 10 mars 1981     | Falun                       | Armin Kogler      | Horst Bulau        | Johan Sætre     |
| 15 mars 1981     | Oslo                        | Roger Ruud        | Horst Bulau        | Johan Sætre     |
| 17 mars 1981     | Bærum                       | Horst Bulau       | Armin Kogler       | Roger Ruud      |
| 21 mars 1981     | Planica                     | Jari Puikkonen    | Horst Bulau        | Axel Zitzmann   |
| 22 mars 1981     | Planica                     | Dag Holmen-Jensen | Armin Kogler       | Alfred Groyer   |

## Slutställning (30 bästa)
| Placering | Namn            | Nationalitet | Poäng |
| --------- | --------------- | ------------ | ----- |
| 1         | Armin Kogler    | Österrike    | 205   |
| 2         | Roger Ruud      | Norge        | 201   |
| 3         | Horst Bulau     | Kanada       | 174   |
| 4         | Hubert Neuper   | Österrike    | 166   |
| 5         | Jari Puikkonen  | Finland      | 162   |
| 6         | Johan Sætre     | Norge        | 142   |
| 7         | Hans Wallner    | Österrike    | 127   |
| 8         | Per Bergerud    | Norge        | 124   |
| 9         | Ivar Mobekk     | Norge        | 91    |
| 10        | Pentti Kokkonen | Finland      | 90    |

| Placering | Namn               | Nationalitet | Poäng |
| --------- | ------------------ | ------------ | ----- |
| 11        | Alois Lipburger    | Österrike    | 88    |
| 12        | Ole Bremseth       | Norge        | 82    |
| 13        | Andreas Felder     | Österrike    | 60    |
| 14        | Steve Collins      | Kanada       | 59    |
| 15        | Jon Eilert Bøgseth | Norge        | 58    |
| 16        | Primož Ulaga       | Jugoslavien  | 57    |
| 17        | Dag Holmen-Jensen  | Norge        | 53    |
| 17        | John Broman        | USA          | 49    |
| 19        | Fritz Koch         | Österrike    | 46    |
| 20        | Kari Ylianttila    | Finland      | 45    |

| Placering | Namn                 | Nationalitet  | Poäng |
| --------- | -------------------- | ------------- | ----- |
| 21        | Tom Levorstad        | Norge         | 41    |
| 22        | Klaus Tuchscherer    | Österrike     | 40    |
| 23        | Pjotr Sunin          | Sovjetunionen | 36    |
| 24        | Alfred Groyer        | Österrike     | 32    |
| 24        | Vladimir Tsjernjajev | Sovjetunionen | 32    |
| 26        | Matti Nykänen        | Finland       | 30    |
| 26        | Ernst Vettori        | Österrike     | 30    |
| 26        | Lido Tomasi          | Italien       | 30    |
| 29        | Kari Heinonen        | Finland       | 28    |
| 30        | Matthias Buse        | Östtyskland   | 27    |

## Nationscupen - slutställning
| Pos. | Nation          | Poäng |
| ---- | --------------- | ----- |
| 1.   | Österrike       | 983   |
| 2.   | Norge           | 976   |
| 3.   | Finland         | 412   |
| 4.   | Kanada          | 254   |
| 5.   | USA             | 120   |
| 6.   | Jugoslavien     | 101   |
| 7.   | Östtyskland     | 94    |
| 8.   | Västtyskland    | 80    |
| 9.   | Sovjetunionen   | 68    |
| 10.  | Tjeckoslovakien | 62    |
| 11.  | Italien         | 52    |
| 12.  | Polen           | 39    |
| 13.  | Japan           | 35    |
| 14.  | Schweiz         | 21    |
| 15.  | Sverige         | 4     |
| 16.  | Frankrike       | 1     |